# Lacanobia rufa
Lacanobia rufa là một loài bướm đêm trong họ Noctuidae.